# Heidehommel
De heidehommel (Bombus humilis) is een zeldzame hommel die voorkomt op hogere zandgronden en staat op de Nederlandse Rode Lijst van bijen als bedreigd. De hommel is te zien van mei tot september. Het is een zeer variabel gekleurde hommel en lijkt qua kleur op de moshommel. De hommel is gevonden in het zuiden op de Strabrechtse Heide en in het noorden in Drenthe. Het nest zit net op of net iets onder de grond onder dopheidestruiken, graspollen en mos.
De heidehommel is te vinden op planten met een lange kroonbuis zoals wikken, klaver, dovenetel en helmogentroost.
Een volgroeide kolonie bestaat uit zo'n 50 tot 120 werksters. 
De koningin is 18-22, de werkster 10-14 en het mannetje 10-16 mm lang.
De tong van de koningin is 12 tot 14 mm lang. De vleugels van de koningin hebben een maximale spanwijdte van 30 tot 32 mm. De spanwijdte van de werksters is 20 tot 28 mm en van de mannetjes (darren) 23 tot 27 mm. De nestzoekende koninginnen zijn te zien vanaf begin april, de werksters van mei tot september en de jonge koninginnen van augustus tot september en de mannetjes vanaf half juli tot september.

## Koekoekshommel
De koekoekshommel van de heidehommel is de gewone koekoekshommel (Psithyrus campestris). Een koekoekshommel lijkt zeer sterk op de nestmakende hommels waarbij ze de eieren afzet, maar is te herkennen doordat ze met een zacht gebrom vliegt en geen stuifmeelkorfjes heeft. Zij bijt soms de koningin dood, deponeert de eitjes in het bestaande nest en laat de eieren en larven verder verzorgen door de aanwezige werksters. Ook komt het voor dat ze ongemerkt het nest binnen sluipt en zich een tijdje verstopt totdat ze de geur van het nest heeft aangenomen en zet dan de eitjes af. Koekoekshommels hebben zelf geen werksters en leiden een zwervend bestaan.